# Колыванский 40-й пехотный полк
40-й пехотный Колыванский полк — пехотная воинская часть Русской императорской армии. С 1819 г. входил в состав 10-й пехотной дивизии.
Полковой праздник — 20 августа.

## Формирование и кампании полка
20 августа 1798 года в Коломне из рекрут был сформирован мушкетёрский генерал-майора Миллера 1-го полк в составе двух батальонов. 31 марта 1801 года полк назван Колыванским мушкетёрским, по имени сибирского города Колывани. 30 апреля 1802 года приведён в состав трёх батальонов: одного гренадерского и двух мушкетёрских.
В 1805 году полк в составе десантного отряда (15-я пехотная дивизия) был посажен на суда для действий против французов в Адриатическом море и в ноябре был оставлен на Ионических островах.
По заключении Тильзитского мира полк был направлен в Дунайскую армию, где принимал участие в блокаде Шумлы, а затем и в неудачных штурмах Рущука.
22 февраля 1811 г. Колыванский полк назван пехотным, 19 ноября для полка сформирован 4-й резервный батальон, упразднённый в 1814 году. По объявлении Отечественной войны полк вошёл в состав 3-й обсервационной армии Тормасова.
В Заграничных кампаниях 1813 и 1814 годов полк, будучи в корпусе Олсуфьева, в составе Силезской армии, участвовал во многих боях, но особенно отличился в сражениях под Лейпцигом и при Бриенне.
В русско-турецкую войну 1828—1829 годов полк, в составе отряда барона Гейсмара, был назначен для предупреждения переправы турок через Дунай у Видина и участвовал в сражении 14 сентября при Боелештах и в октябре — при взятии Калафата.
9 мая 1830 года 3-й батальон полка был переименован в резервный; 28 января 1833 г., при общей реорганизации армии, к полку были присоединены 1-й и резервный батальоны 34-го егерского полка и 2-й батальон Севастопольского пехотного полка, и сам Колыванский полк наименован егерским. 28 марта 1833 г. 5-й резервный батальон отчислен в Екатеринбургский пехотный полк, а взамен его поступил резервный батальон бывшего 33-го егерского полка. 21 марта 1834 года 2-й батальон бывшего Севастопольского пехотного полка, назначенный на составление в полку 4-го действующего батальона, был отчислен в состав отдельного Кавказского корпуса, а взамен его сформирован новый из чинов 1, 2 и 3-го действующих батальонов с добавлением рекрутами.
В 1841 году одна рота была отделена на составление 6-го резервного батальона Кабардинского полка, а 4-й батальон приведён в кадровый состав. В январе 1842 г. 5-й резервный батальон упразднён, а из нижних чинов, уволенных в бессрочный отпуск, повелено содержать кадры для 5-го резервного и 6-го запасного батальонов.
В 1849 г. Колыванский полк вошёл в отряд генерал-лейтенанта Гротенгельма и выступил в поход для усмирения венгров. Вступив 7 июня в Трансильванию, отряд через день уже был атакован превосходными силами неприятеля у села Марошени и стал отступать, но двинутый в это время из резерва батальон колыванцев настолько энергично повёл контр-атаку, что увлёк остальные части, и венгерцы были отброшены. Двигаясь безостановочно вперёд, отряд Гротенгельма имел стычки с неприятелем у сёл Борго-Брун, Яад, Валендорф. Из более серьёзных дел необходимо отметить бой 11 июля при Саль-Регене. За эту кампанию, в которой Колыванцы были в постоянном соприкосновении с противником, полку 19 марта 1850 г. были пожалованы Георгиевские знамёна.
С началом Восточной войны в 1853 году полк принял участие в Дунайской кампании. В составе колонны генерала Данненберга, в конце июня переправился через Прут и двинулся к Текучу. Затем полк был выделен в авангард и расположился против крепости Журжи, но в активных действиях участия не принимал. В январе следующего года полк отличился при отражении переправы турок у Журжи и при постройке батарей на острове Радомане.
В октябре вся 10-я дивизия, в том числе и Колыванский полк, была передвинута к Севастополю и приняла участие в Инкерманском сражении. Затем Колыванский полк в составе гарнизона Севастополя, находясь на Южной стороне, участвовал в отражении атак союзников, а также и в вылазках. Наиболее отличился полк в атаке контр-апрошей, занятых французами впереди редута Шварца 20 апреля.
Что касается 5 и 6-го резервных батальонов полка, то 4 декабря 1853 года они были укомплектованы, а 10 марта 1854 г. для полка вновь сформированы ещё 7-й и 8-й батальоны. При бомбардировании Одессы в 1854 г. англо-французским флотом 5-й и 6-й батальоны Колыванского полка находились в городе, и часть 5-го батальона отличилась при отбитии 10 апреля английского десанта.
17 апреля 1856 года полк наименован пехотным, а 23 августа приведён в состав трёх батальонов с тремя стрелковыми ротами; 4-й батальон отчислен в резервные войска; 5, 6, 7 и 8-й батальоны частью были расформированы на пополнение некомплекта остающихся батальонов, а частью люди их уволены в бессрочный отпуск. Высочайшим приказом 30 августа 1856 года полку пожалованы за выдающиеся подвиги мужества и храбрости при обороне Севастополя новые Георгиевские знамёна.
13 октября 1863 года из 4-го резервного и бессрочно-отпускных 5-го и 6-го батальонов был сформирован двухбатальонный Зарайский резервный полк, впоследствии названный Зарайским пехотным полком. 25 марта 1864 г. Колыванскому полку присвоен № 40.

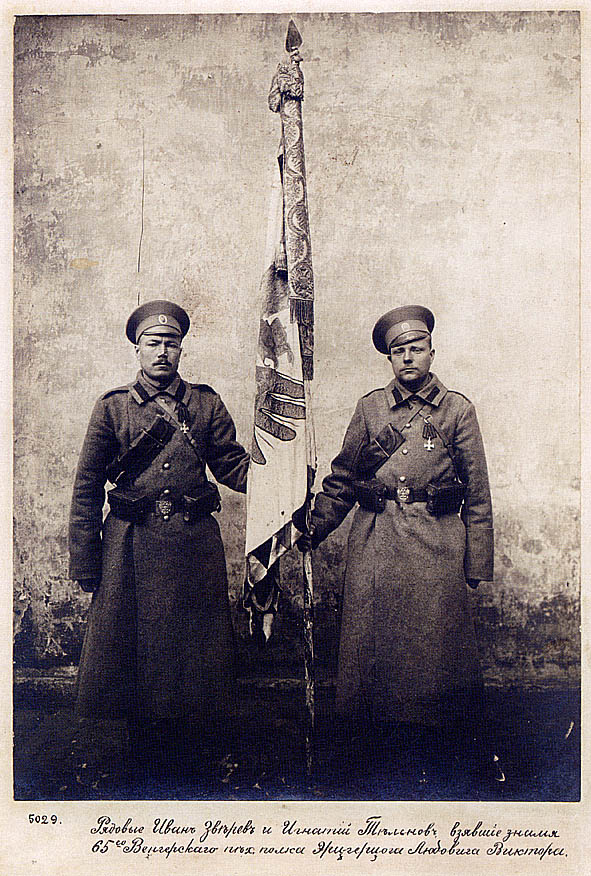
Рядовые Иван Зверев и Игнатий Теленов, взявшие знамя 65-го Венгерского пехотного полка эрцгерцога Людвига Виктора.

7 апреля 1879 г. полк был приведён в состав четырёх батальонов.
Во время Первой мировой войны Колыванский полк воевал в Польше и Галиции, в своём первом же бою под Лащовом солдатами полка было захвачено знамя 65-го Венгерского пехотного полка. Полк участвовал в действиях под Нарочью. Также полк с отличием участвовал в Брусиловском прорыве. Сражался на Волыни.

## Знаки отличия полка
- Георгиевское знамя с надписями «1797—1897» и «За усмирение Трансильвании и за Севастополь в 1854 и 1855 гг.», с Александровской юбилейной лентой.
- Знаки нагрудные для офицеров и на головные уборы для нижних чинов с надписью «За отличие», пожалованные 6 апреля 1830 г. за подвиги в войне с Турцией в 1828—1829 годах.

## Места дислокации
К 1812 году — в районе Ковеля, Волынской губернии.
В 1820 году — Могилев на Днестре. Полк входил в состав 17-й пехотной дивизии.
С 1830 года — в Староконстантинове, Волынской губернии.
К 1852 году — в Каменец-Подольске и местечках Шашава, Зинков, Орынин, Сатанов. В 1852 году временно в Киеве.
С 1856 года — в Калуге.
С 1864 года — в Ченстохове, Петроковской губернии.
К 1869 году — в крепости Новогеоргиевске.
В 1870—1875 годах — в Ловиче и местечках Вискитки, Жихлин и Белимов, Варшавской губернии.
В 1875—1906 годах — в Варшаве.
В 1906—1910 годах — в Лодзе, Петроковской губернии.
В 1910—1914 годах — в Моршанске, Тамбовской губернии.

## Шефы полка
- 20.08.1798 — 15.11.1804 — генерал-майор фон Миллер, Карл Карлович
- 18.11.1804 — 07.09.1806 — генерал-майор Жердюк, Андрей Фёдорович
- 13.09.1806 — 11.06.1810 — генерал-майор Попандопуло, Эммануил Григорьевич
- 06.07.1810 — 01.09.1814 — полковник (с 02.12.1812 — генерал-майор) Ольдекоп, Карл Фёдорович

## Командиры полка
(Командующий в дореволюционной терминологии означал временно исполняющего обязанности начальника или командира).
- 19.10.1798 — 02.03.1799 — полковник Хотунцев, Николай Михайлович
- 28.03.1799 — 11.06.1803 — подполковник (с 13.10.1799 полковник) Рыкгоф, Иона Ионович
- 11.06.1803 — 28.08.1803 — полковник Рахманов, Василий Сергеевич
- 31.10.1803 — 30.08.1804 — полковник Рыкгоф, Иона Ионович
- 28.10.1804 — 03.01.1809 — полковник Лопухин, Александр Андреевич
- 08.04.1809 — 17.02.1811 — подполковник Гамильтон, Борис Иванович
- 01.06.1815 — 23.11.1821[9] — подполковник (с 20.09.1817 полковник) Миллер 1-й, Пётр
- 23.11.1821 — 06.12.1828 — полковник Завадовский, Михаил Тимофеевич
- 21.03.1829 — 20.02.1830[10] — подполковник Валь
- 06.04.1830 — 12.03.1833 — командующий подполковник Варавва, Пётр Фёдорович
- 12.03.1833 — 06.04.1833 — полковник Базанкур, Христиан Петрович
- 06.04.1833 — 08.05.1838 — полковник (с 28.01.1838 генерал-майор) Патон, Пётр Иванович
- 18.07.1838 — 25.03.1850 — подполковник (с 04.02.1842 полковник, с 25.09.1849 генерал-майор) Замарин, Иван Михайлович
- 25.03.1850 — 20.12.1854 — полковник Комаевский, Антон Казимирович
- 20.12.1854 — 22.04.1855 — командующий подполковник Темирязев, Константин Александрович
- 22.04.1855 — 09.01.1857 — полковник Лидов, Алексей Иванович
- 31.01.1857 — 03.12.1862 — полковник Назимов, Дмитрий Иванович
- 03.12.1862 — 10.06.1863 — полковник князь Багратион, Теймураз Давидович
- 10.06.1863 — 05.10.1863 — полковник Родкевич, Лев Львович
- 05.10.1863 — 27.08.1865 — флигель-адъютант полковник Власов, Георгий Петрович
- 05.09.1865 — 09.06.1873 — полковник Горелов, Михаил Михайлович
- 09.06.1873 — 20.11.1884 — полковник (с 15.05.1883 генерал-майор) Юргенсон, Николай Павлович
- 12.12.1884 — 23.03.1892 — полковник Замшин, Иван Андреевич
- 23.03.1892 — 14.12.1897 — полковник Мальский, Лев Викентьевич
- 17.12.1897 — 25.03.1899 — полковник Холщевников, Иван Васильевич
- 31.03.1899 — 07.01.1901 — полковник Троицкий, Николай Николаевич
- 05.03.1901 — 25.03.1905 — полковник Петеров, Хуго Каспарович
- 10.04.1905 — 13.05.1910 — полковник Галкин, Алексей Семёнович
- 02.06.1910 — 28.03.1912 — полковник Зырин, Василий Васильевич
- 30.03.1912 — 08.01.1915 — полковник (с 02.11.1914 генерал-майор) Мокржецкий, Адам-Викентий-Фелициан Александрович
- 08.01.1915 — 03.08.1915 — полковник (с 13.07.1915 генерал-майор) Надёжный, Дмитрий Николаевич
- 24.08.1915 — 23.04.1916[11] — полковник Щербачёв, Аркадий Владимирович
- 31.05.1916 — 31.10.1916[12] — полковник Головин, Леонид Владимирович
- 16.12.1916 — хх.хх.хххх — полковник Пржевлоцкий, Николай Ефимович

## Другие формирования этого имени
- Колыванский горный батальон — существовал в XVIII веке в качестве внутреннего охранного подразделения Колыванских горных заводов.

## Комментарии
1. ↑  В 1819 г. именовалась 13-й пехотной дивизией.